# Nanhermannia verna
Nanhermannia verna är en kvalsterart som beskrevs av K. Fujikawa 2003. Nanhermannia verna ingår i släktet Nanhermannia och familjen Nanhermanniidae. Inga underarter finns listade i Catalogue of Life.